# Айдаров, Сергей Васильевич
Сергей Васильевич Айдаров (настоящая фамилия Вышневский) (20 октября 1867 — 16 августа 1938) — драматический актёр и театральный режиссёр, служил в Малом театре. Заслуженный деятель искусств РСФСР (1937).

## Биография
Сергей Вышневский родился 20 октября 1867 года. В 1898 году окончил драматические курсы Московского театрального училища (класс А. П. Ленского). В том же году был принят в труппу московского Малого театра, где проработал до конца жизни.
Когда в 1898 году при Малом театре открылся молодёжный филиал «Новый театр» под руководством его педагога А. П. Ленского, Айдаров работал и там, принимая участие в экспериментаторских новаторских постановках. Филиал просуществовал 9 лет.
В творчестве Айдарова большое место занимали пьесы Островского в Малом театре. Роли в пьесах Островского: Крутицкий («На всякого мудреца довольно простоты»), Вышневский («Доходное место»), Берендей («Снегурочка»), Иван Грозный («Василиса Мелентьева»), Дулебов («Таланты и поклонники»).
Другие роли: Шпекин («Ревизор»), Юлий Цезарь («Юлий Цезарь» Шекспира), Просперо («Буря» Шекспира), Аракчеев («Аракчеевщина» Платона) и др.
Среди режиссёрских работ: поставил в Малом театре «Перед зарей» П. Гнедича (1910), пьесы Островского «Василиса Мелентьева» (1914), «На бойком месте» (1915), «Работница» С. Найдёнова (сезон 1915/16 гг.), и др.
В 1925—1930 годах совместно с Е. К. Лешковской и Н. Ф. Костромским возглавлял студию им. Ермоловой при Малом театре (в дальнейшем ставшую московским Театром имени М. Н. Ермоловой).
С 1904 года вёл педагогическую работу в театральной школе при Малом театре.
Умер 16 августа 1938 года. Похоронен на Введенском кладбище (уч. 22).
Личный архив хранится в РГАЛИ (фонд 692, 11 единиц хранения, 1904—1925 годов) и в Бахрушинском музее (фонд 5, 10 единиц хранения, 1903—1908 годов и без дат).

## Награды
- Орден «Знак Почёта» (23.09.1937) — за выдающиеся заслуги в деле развития русского театрального искусства.
- Заслуженный деятель искусств РСФСР (23.09.1937).